# Zouteveen
Zouteveen est une ancienne commune néerlandaise de la province de la Hollande-Méridionale, située entre Flardingue et Delft.
La commune était composée de deux parties, assez éloignées l'une de l'autre : Zouteveen (aujourd'hui De Kapel), et Vlaardingscheweg, hameau enclavé dans la commune de Vlaardinger-Ambacht. 
Zouteveen est mentionné dès 1282, dans un acte de Florent V. De 1812 à 1817, Zouteveen a été rattaché à la commune de Flardingue. En 1840, la commune comptait 44 maisons et 246 habitants.
Sa suppression définitive a lieu le 1er septembre 1855, quand la commune est rattachée à Vlaardinger-Ambacht. En 1941, Zouteveen (De Kapel) passe à Schipluiden.
De nos jours, l'ancien territoire de Zouteveen se trouve à cheval des communes de Midden-Delfland et Flardingue.